# Polysemia (bướm đêm)
Polysemia là một chi bướm đêm thuộc họ Geometridae.